# 마쓰다이라 미쓰나가 (1616년)
마쓰다이라 미쓰나가(일본어: 松平光長)는 에도 시대 전기의 다이묘이다. 에치고 다카다번주. 아명은 센치요(仙千代).
에치젠 기타노쇼번 제2대 번주 마쓰다이라 다다나오의 장남이자 초대 번주 유키 히데야스의 장손이다. 그리고 에도 막부 초대 쇼군 도쿠가와 이에야스의 증손이자 제2대 쇼군 도쿠가와 히데타다의 외손이다. 어머니는 가쓰히메, 부인은 조슈번 초대 번주 모리 히데나리의 딸 도사(土佐).

## 미쓰나가의헨기를 받은 사람
- 마쓰다이라 나가노리(松平長矩) - 미쓰나가의 양자, 후에 노부토미로 개명, 친부는 마쓰다이라 나오노리

| 전임 마쓰다이라 다다마사 | 다카다번 번주 (에치젠 마쓰다이라 가문, 다다나오 계) 1624년 ~ 1681년 | 후임 에치고 소동으로 인한 개역, 후에 미쓰나가의 양자 노부토미가 미마사카 쓰야마번으로 입번 막부령(이나바 마사미치) |